# Chlorophorus vulpinus
Chlorophorus vulpinus là một loài bọ cánh cứng trong họ Cerambycidae.